# Santi Consolo
Santi Consolo (Gangi, 4 settembre 1951) è un ex magistrato italiano; è stato direttore del Dipartimento dell'amministrazione penitenziaria.

## Biografia
Uditore giudiziario nel 1978, dal 1984 al 1988 è sostituto procuratore della repubblica a Nicosia e nel 1987 è reggente della Procura di Enna. Dal 1988 al luglio 1992 è giudice nel tribunale penale di Palermo, quando diviene sostituto presso la Procura Generale di Palermo, fino al giugno 1998. 
Nel successivo quadriennio è eletto al Consiglio superiore della magistratura (1998-2002). Dal 2003 è alla procura generale presso la Cassazione. 
Vice Capo del Dipartimento dell'amministrazione penitenziaria dal 2008 fino al 2011, quando è nominato dal CSM Procuratore generale della corte d'appello di Catanzaro fino al marzo 2014, e poi di Caltanissetta.
Nel 2013 era stato eletto nel Consiglio di Presidenza della Giustizia Tributaria, l’organo di autogoverno dei giudici tributari.
Da dicembre 2014 al 4 luglio 2018 è stato Capo del Dipartimento dell'amministrazione penitenziaria del ministero della Giustizia, nominato dal consiglio dei ministri. Nel giugno 2017 fu uno dei due destinatari di buste esplosive inviate dagli anarco-insurrezionalisti, arrestati due anni dopo dai carabinieri.
Terminato l'incarico al DAP, è tornato al vertice della procura generale di Catanzaro, fino alla pensione.
Nel maggio 2023 è nominato dal presidente Renato Schifani Garante per la tutela dei diritti dei detenuti in Sicilia .